# Michael Anderson (baloncestista)
Michael Levin Anderson (Filadelfia, Pensilvania, 23 de marzo de 1966) es un exbaloncestista estadounidense. Con 1.86 jugaba en la posición de base.

## Trayectoria deportiva

### Universidad
Base eléctrico, y con una gran visión de juego, se forma durante cuatro años en los Dragons de la Universidad de Drexel. 

### Profesional
En 1988 es drafteado en una posición alta por los Indiana Pacers, siendo su única experiencia en la NBA un breve paso por los San Antonio Spurs. Desde entonces jugó en diversas ligas europeas, y ligas menores de Estados Unidos, siendo su primera experiencia en el Viejo Continente con el Real Madrid de la temporada 1989-90, temporada muy convulsa para los merengues, ya que fallece trágicamente en accidente de tráfico Fernando Martín, y el Real Madrid tienes hasta cinco norteamericanos, teniendo cambios constantes. Después tendría multitud de cambios de equipos en CBA y ACB, hasta que llega su madurez deportiva con 28 años, cuajando una grandísima temporada con el CB Murcia, haciendo pareja de americanos con Johnny Rogers, el equipo pimentonero se convierte en la revelación de la temporada, lo que hace que diversos equipos se interesen en él, siendo el Caja San Fernando el que se hace con sus servicios, y donde juega a un gran nivel, subiendo el listón del equipo sevillano, entrenado por entonces por Aza Petrovic, llegando a una final de la liga ACB. Tras dos años en Sevilla, marcha a Turquía donde vuelve a jugar un buen baloncesto para el Ulker Estambul, ganando la liga en el año 1998. Su última experiencia en Europa sería en el histórico Cibona Zagreb, donde no acaba la temporada.

## Equipos
- High School. Engineering & Sciences (Filadelfia, Pensilvania).
- 1984-88 NCAA. Drexel University.
- 1988-89 USBL. Liga de verano. Philadelphia Stars.
- 1988-89 CBA. Charleston Gunners.
- 1988-89 NBA. San Antonio Spurs.
- 1989-90 ACB. Real Madrid.
- 1990-91 CBA. Rapid City Thrillers.
- 1991 USBL. Liga de verano. Philadelphia Spirit.
- 1991-92 CBA. Rapid City Thrillers. Juega 13 partidos.
- 1991-92 CBA. Tri-City Chinook.
- 1992 USBL. Liga de verano. Philadelphia Spirit.
- 1992-93 CBA. Tri-City Chinook. Juega 26 partidos.
- 1992-93 ACB. CB León.
- 1993-94 ACB. CB Zaragoza.
- 1993-94 CBA. Tri-City Chinook. Juega 41 partidos.
- 1993-94 ACB. Valvi Girona.
- 1994-95 ACB. CB Murcia.
- 1995-97 ACB. Caja San Fernando.
- 1997-99 Liga de Turquía.  Ulker Estambul.
- 1999-00 Liga de Croacia. Cibona Zagreb.